# Moskva-Siti (station MTsK)
Moskva-Siti (Russisch: Москва-Сити)(tot 31 maart 2024 Delovoj Tsentr, Russisch: Деловой центр) is een station van de tweede ringlijn in de Russische hoofdstad Moskou. Het station is gelegen tussen de stations Sjelepicha en Koetoezovo en biedt aansluiting op metrostation Moskva-Siti. Het station is gebouwd onder de naam City (Сити) als verwijzing naar het naastgelegen zakencentrum "Moscow City".
De bouwwerkzaamheden op het traject zijn gestart in het najaar van 2015. Ondanks de korte tijd hebben de bouwers voor de winter een perron met dak, liften, roltrappen en overgangen gerealiseerd. Vanaf januari 2016 is er gewerkt aan de afwerking en elektrificatie en ten slotte is begin april de afwerking van het perron voltooid.
Het station "City" kent 1 overdekt eilandperron met twee perronsporen. Het geheel ligt 7 meter boven het maaiveld en beslaat 283 meter van een 658 meter lang viaduct, de rest van het viaduct overspant, ten zuiden van het station, de Moskva. Onder het viaduct zijn de kassa's, tourniquets, roltrappen en de directe verbinding voor de overstap van en naar het metrostation Moskva-Siti te vinden.
Het station bevindt zich in de wijk Presnenski naast het viaduct van de derde autoringweg en de Testovskajastraat. Volgens de plannen zal bij dit overstappunt tussen City en Mezjdoenarodnaja het grootste vervoersknooppunt van Moskou worden gebouwd.